# Elezioni regionali in Rojava del 2017
Le elezioni regionali in Rojava del 2017 si sono tenute il 1º dicembre per il rinnovo dei consigli locali delle regioni di Afrin, dell'Eufrate e di Jazira.
Secondo l'agenzia Hawar, l'affluenza si è attestata al 69%.
Si tratta della seconda tornata elettorale che coinvolge il Rojava, dopo le elezioni municipali del settembre 2017 e prima delle elezioni parlamentari previste per il 2018.

## Quadro politico

### Liste in corsa
Alla tornata elettorale hanno partecipato più di 30 partiti con 5600 candidati, dei quali sono 152 sono stati esclusi dalla Commissione elettorale. Le maggiori coalizioni che si sono presentate sono le seguenti:
| Liste                                               | Liste                                  | Partiti                                     | Leader       | Ideologia principale |
| --------------------------------------------------- | -------------------------------------- | ------------------------------------------- | ------------ | --- |
|                                                     | Lista della Nazione Democratica        | Partito dell'Unione Democratica             | Salih Muslim | Socialismo libertario, autonomismo curdo comunalismo, ecologia sociale, confederalismo democratico, socialismo democratico, ecologismo, irredentismo siriaco, socialismo liberale |
| Partito Democratico Assiro                          | Lista della Nazione Democratica        |                                             |              | Socialismo libertario, autonomismo curdo comunalismo, ecologia sociale, confederalismo democratico, socialismo democratico, ecologismo, irredentismo siriaco, socialismo liberale |
| Partito Democratico Curdo in Siria                  | Lista della Nazione Democratica        |                                             |              | Socialismo libertario, autonomismo curdo comunalismo, ecologia sociale, confederalismo democratico, socialismo democratico, ecologismo, irredentismo siriaco, socialismo liberale |
| Partito della Sinistra in Siria                     | Lista della Nazione Democratica        |                                             |              | Socialismo libertario, autonomismo curdo comunalismo, ecologia sociale, confederalismo democratico, socialismo democratico, ecologismo, irredentismo siriaco, socialismo liberale |
| Partito Democratico del Kurdistan in Siria          | Lista della Nazione Democratica        |                                             |              | Socialismo libertario, autonomismo curdo comunalismo, ecologia sociale, confederalismo democratico, socialismo democratico, ecologismo, irredentismo siriaco, socialismo liberale |
| Socialisti democratici                              | Lista della Nazione Democratica        |                                             |              | Socialismo libertario, autonomismo curdo comunalismo, ecologia sociale, confederalismo democratico, socialismo democratico, ecologismo, irredentismo siriaco, socialismo liberale |
| Partito del Cambiamento democratico                 | Lista della Nazione Democratica        |                                             |              | Socialismo libertario, autonomismo curdo comunalismo, ecologia sociale, confederalismo democratico, socialismo democratico, ecologismo, irredentismo siriaco, socialismo liberale |
| Partito della Modernità e della democrazia in Siria | Lista della Nazione Democratica        |                                             |              | Socialismo libertario, autonomismo curdo comunalismo, ecologia sociale, confederalismo democratico, socialismo democratico, ecologismo, irredentismo siriaco, socialismo liberale |
| Unione liberale del Kurdistan                       | Lista della Nazione Democratica        |                                             |              | Socialismo libertario, autonomismo curdo comunalismo, ecologia sociale, confederalismo democratico, socialismo democratico, ecologismo, irredentismo siriaco, socialismo liberale |
| Partito verde del Kurdistan                         | Lista della Nazione Democratica        |                                             |              | Socialismo libertario, autonomismo curdo comunalismo, ecologia sociale, confederalismo democratico, socialismo democratico, ecologismo, irredentismo siriaco, socialismo liberale |
| Movimento per il rinnovo del Kurdistan              | Lista della Nazione Democratica        |                                             |              | Socialismo libertario, autonomismo curdo comunalismo, ecologia sociale, confederalismo democratico, socialismo democratico, ecologismo, irredentismo siriaco, socialismo liberale |
| Partito per la riunione nazionale del Kurdistan     | Lista della Nazione Democratica        |                                             |              | Socialismo libertario, autonomismo curdo comunalismo, ecologia sociale, confederalismo democratico, socialismo democratico, ecologismo, irredentismo siriaco, socialismo liberale |
| Partito della Libera unione patriottica             | Lista della Nazione Democratica        |                                             |              | Socialismo libertario, autonomismo curdo comunalismo, ecologia sociale, confederalismo democratico, socialismo democratico, ecologismo, irredentismo siriaco, socialismo liberale |
| Partito del sole del Kurdistan                      | Lista della Nazione Democratica        |                                             |              | Socialismo libertario, autonomismo curdo comunalismo, ecologia sociale, confederalismo democratico, socialismo democratico, ecologismo, irredentismo siriaco, socialismo liberale |
| Partito della fratellanza curda                     | Lista della Nazione Democratica        |                                             |              | Socialismo libertario, autonomismo curdo comunalismo, ecologia sociale, confederalismo democratico, socialismo democratico, ecologismo, irredentismo siriaco, socialismo liberale |
| Partito della pace del Kurdistan                    | Lista della Nazione Democratica        |                                             |              | Socialismo libertario, autonomismo curdo comunalismo, ecologia sociale, confederalismo democratico, socialismo democratico, ecologismo, irredentismo siriaco, socialismo liberale |
| Partito dell'unione siriaca                         | Lista della Nazione Democratica        |                                             |              | Socialismo libertario, autonomismo curdo comunalismo, ecologia sociale, confederalismo democratico, socialismo democratico, ecologismo, irredentismo siriaco, socialismo liberale |
| Coalizione nazionale araba                          | Lista della Nazione Democratica        |                                             |              | Socialismo libertario, autonomismo curdo comunalismo, ecologia sociale, confederalismo democratico, socialismo democratico, ecologismo, irredentismo siriaco, socialismo liberale |
| Partito democratico conservatore                    | Lista della Nazione Democratica        |                                             |              | Socialismo libertario, autonomismo curdo comunalismo, ecologia sociale, confederalismo democratico, socialismo democratico, ecologismo, irredentismo siriaco, socialismo liberale |
|                                                     | Alleanza Nazionale Curda in Siria      | Partito di Unità Democratica Curda in Siria |              | autonomismo curdo, socialdemocrazia, progressismo |
| Partito Democratico della Sinistra in Siria         | Alleanza Nazionale Curda in Siria      |                                             |              | autonomismo curdo, socialdemocrazia, progressismo |
| Intesa democratica curda                            | Alleanza Nazionale Curda in Siria      |                                             |              | autonomismo curdo, socialdemocrazia, progressismo |
| Partito Democratico del Kurdistan-Siria             | Alleanza Nazionale Curda in Siria      |                                             |              | autonomismo curdo, socialdemocrazia, progressismo |
|                                                     | Alleanza Nazionale Democratica Siriana |                                             |              | |

## Risultati
I risultati sono stati annunciati dalla Suprema Commissione elettorale il 5 dicembre 2017.

### Regione di Afrin
|  | Seggi | %    |
|  | ----- | ---- |
|  | 1070  | 89,8 |
|  | 72    | 6,12 |
|  | 8     | 0,68 |
|  | 40    | 3,40 |

### Regione dell'Eufrate
|  | Seggi | %    |
|  | ----- | ---- |
|  | 847   | 88,8 |
|  | 40    | 4,19 |
|  | 67    | 7,02 |

### Regione di Jazira
|  | Seggi | %    |
|  | ----- | ---- |
|  | 2718  | 93,7 |
|  | 40    | 1,38 |
|  | 144   | 4,96 |

## Reazioni
Hawwas al-Mufflish, membro della Coalizione nazionale siriana delle forze dell'opposizione e della rivoluzione, ha definito le elezioni «un'inutile farsa», dichiarando che gran parte degli arabi presenti nel Rojava hanno boicottato il voto.